# Dettelbach
Dettelbach (en allemand : /ˈdɛtl̩ˌbax/,,, ? Écouter [Fiche]) est une ville allemande, située en Bavière, dans l'arrondissement de Kitzingen.